# Dinematichthyidae
Die Dinematichthyidae sind Knochenfische (Osteichthyes) aus der Ordnung der Eingeweidefischartigen (Ophidiiformes). Die Familie wurde erst im April 2016 eingeführt. Vorher bildeten die Arten der Familie die Tribus Dinematichthyini, innerhalb der Lebendgebärenden Brotulas (Bythitidae). Die meisten Arten der Familie leben versteckt in Riffen, einige wenige auch im Süßwasser. Die Süßwasserarten bewohnen oft Höhlensysteme, wie  Typhliasina pearsei auf der Halbinsel Yucatán und Ogilbia galapagosensis auf der Galapagosinsel Santa Cruz.

## Merkmale
Die Arten der Dinematichthyidae erreichen Standardlängen von 22 cm bis fast zwei Meter. Wie alle Eingeweidefischartigen sind sie langgestreckt. Die Anzahl der Wirbel beträgt 36 bis 87, davon sind 10 bis 25 Rumpfwirbel und 25 bis 65 Schwanzwirbel. Rücken- und Afterflosse sind lang. Die Schwanzflosse ist frei und nicht mit Rücken- und Afterflosse zu einem durchgehenden Flossensaum zusammengewachsen. Der erste Flossenträger der Afterflosse ist mehr oder weniger stark verlängert.
- Flossenformel: Dorsale 56–191, Anale 40–124, Pectorale 14–28,  Ventrale 1.

Die Sinnesporen auf dem Kopf sind normalerweise nicht reduziert. Auf dem Unterkiefer befinden sich 6 Poren, 2 bis 4 liegen auf dem Präoperculum, 5 bis 7 auf den Infraorbitalia (Augenringknochen) und 3 bis 4 auf der Supraorbitalia (Schädelknochen über den Augen). Die hinterste Supraorbitalpore ist röhrenförmig. Die Fisch besitzen bis zu sieben verlängerte Kiemenrechen. Als diagnostisches Merkmal der Familie gilt das Begattungsorgan der Männchen, das aus einem penisartigen Organ und einem bis zwei (seltener drei) Paaren von Pseudoklaspern besteht, in einer Hautfalte der Bauchhaut liegt und durch eine fleischige Haube abgedeckt wird.

## Gattungen und Arten
Insgesamt gehören 25 Gattungen mit 114 Arten zu den Dinematichthyidae. Viele dieser Arten wurden erst in den letzten Jahren beschrieben.
- Gattung Alionematichthys Møller & Schwarzhans, 2008
  - Alionematichthys ceylonensis Møller & Schwarzhans, 2008
  - Alionematichthys crassiceps Møller & Schwarzhans, 2008
  - Alionematichthys minyomma (Sedor & Cohen, 1987)
  - Alionematichthys phuketensis Møller & Schwarzhans, 2008
  - Alionematichthys piger (Alcock, 1890)
  - Alionematichthys plicatosurculus Møller & Schwarzhans, 2008
  - Alionematichthys riukiuensis (Aoyagi, 1954)
  - Alionematichthys samoaensis Møller & Schwarzhans, 2008
  - Alionematichthys shinoharai Møller & Schwarzhans, 2008
  - Alionematichthys suluensis Møller & Schwarzhans, 2008
  - Alionematichthys winterbottomi Møller & Schwarzhans, 2008
- Gattung Beaglichthys Machida, 1993
  - Beaglichthys bleekeri Schwarzhans & Møller, 2007
  - Beaglichthys larsonae Schwarzhans & Møller, 2007
  - Beaglichthys macrophthalmus Machida, 1993
- Gattung Brosmolus Machida, 1993
  - Brosmolus longicaudus Machida, 1993
- Gattung Brotulinella Schwarzhans, Møller & Nielsen, 2005
  - Brotulinella taiwanensis Schwarzhans, Møller & Nielsen, 2005
- Gattung Dactylosurculus Schwarzhans & Møller, 2007
  - Dactylosurculus gomoni Schwarzhans & Møller, 2007
- Gattung Dermatopsis Ogilby, 1896Dermatopsis macrodon

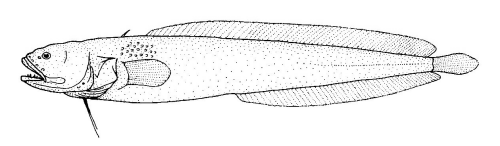
Dermatopsis macrodon

  - Dermatopsis greenfieldi Moller & Schwarzhans, 2006
  - Dermatopsis hoesei Moller & Schwarzhans, 2006
  - Dermatopsis joergennielseni Moller & Schwarzhans, 2006
  - Dermatopsis macrodon Ogilby, 1896
- Gattung Dermatopsoides Smith, 1948
  - Dermatopsoides andersoni Moller & Schwarzhans, 2006
  - Dermatopsoides kasougae (Smith, 1943)
  - Dermatopsoides morrisonae Moller & Schwarzhans, 2006
  - Dermatopsoides talboti Cohen, 1966
- Gattung Diancistrus Ogilby 1899
  - Diancistrus alatus Schwarzhans, Møller & Nielsen, 2005
  - Diancistrus alleni Schwarzhans, Møller & Nielsen, 2005
  - Diancistrus altidorsalis Schwarzhans, Møller & Nielsen, 2005
  - Diancistrus atollorum Schwarzhans, Møller & Nielsen, 2005
  - Diancistrus beateae Schwarzhans, Møller & Nielsen, 2005
  - Diancistrus brevirostris Schwarzhans, Møller & Nielsen, 2005
  - Diancistrus eremitus Schwarzhans, Møller & Nielsen, 2005
  - Diancistrus erythraeus (Fowler, 1946)
  - Diancistrus fijiensis Schwarzhans, Møller & Nielsen, 2005
  - Diancistrus fuscus (Fowler, 1946)
  - Diancistrus jackrandalli Schwarzhans, Møller & Nielsen, 2005
  - Diancistrus jeffjohnsoni Schwarzhans, Møller & Nielsen, 2005
  - Diancistrus karinae Schwarzhans, Møller & Nielsen, 2005
  - Diancistrus katrineae Schwarzhans, Møller & Nielsen, 2005
  - Diancistrus leisi Schwarzhans, Møller & Nielsen, 2005
  - Diancistrus longifilis Ogilby, 1899
  - Diancistrus machidai Schwarzhans, Møller & Nielsen, 2005
  - Diancistrus manciporus Schwarzhans, Møller & Nielsen, 2005
  - Diancistrus mcgroutheri Schwarzhans, Møller & Nielsen, 2005
  - Diancistrus mennei Schwarzhans, Møller & Nielsen, 2005
  - Diancistrus niger Schwarzhans, Møller & Nielsen, 2005
  - Diancistrus novaeguineae (Machida, 1996)
  - Diancistrus pohnpeiensis Schwarzhans, Møller & Nielsen, 2005
  - Diancistrus robustus Schwarzhans, Møller & Nielsen, 2005
  - Diancistrus springeri Schwarzhans, Møller & Nielsen, 2005
  - Diancistrus tongaensis Schwarzhans, Møller & Nielsen, 2005
  - Diancistrus vietnamensis Schwarzhans, Møller & Nielsen, 2005
- Gattung Didymothallus Schwarzhans & Møller, 2007
  - Didymothallus criniceps Schwarzhans & Møller, 2007
  - Didymothallus mizolepis (Günther, 1867)
  - Didymothallus nudigena Schwarzhans & Møller, 2011
  - Didymothallus pruvosti Schwarzhans & Møller, 2007
- Gattung Dinematichthys Bleeker, 1855Dinematichthys ventralis

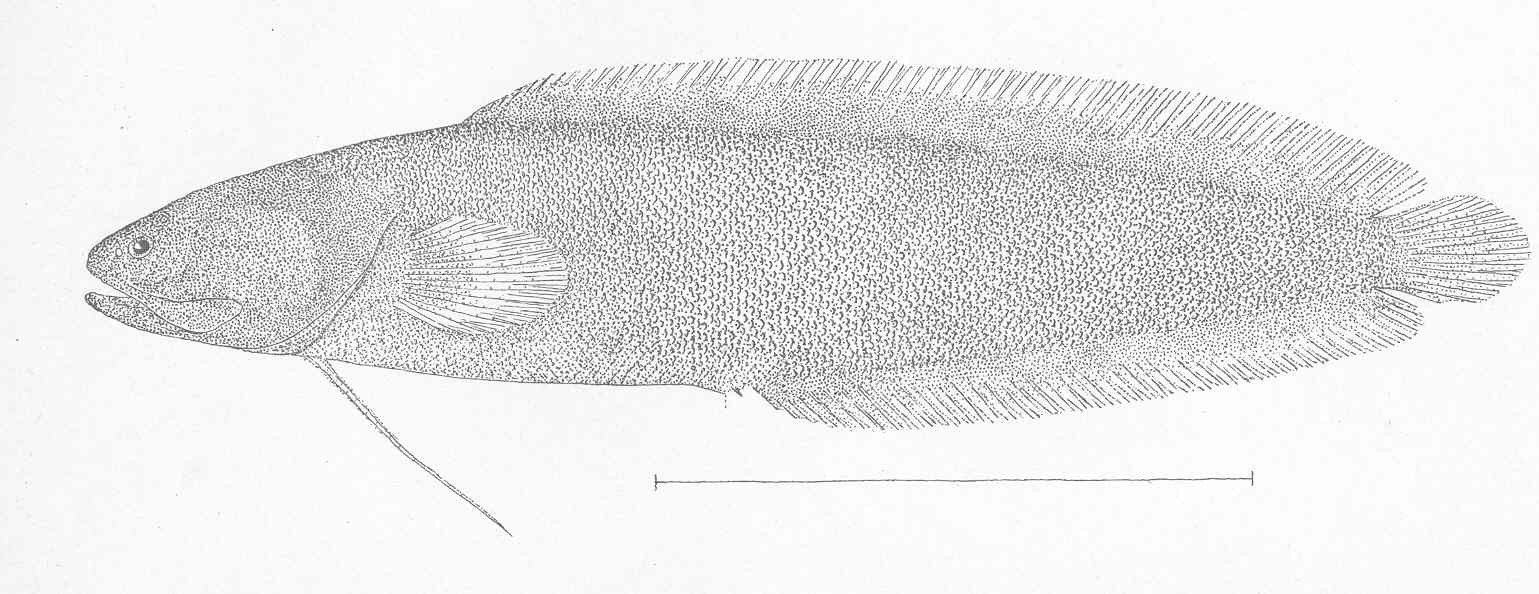
Dinematichthys ventralis

  - Dinematichthys dasyrhynchus Cohen & Hutchins, 1982
  - Dinematichthys iluocoeteoides Bleeker, 1855
  - Dinematichthys indicus Machida, 1994
  - Dinematichthys megasoma Machida, 1994
  - Dinematichthys minyomma Sedor & Cohen, 1987
  - Dinematichthys randalli Machida, 1994
  - Dinematichthys riukiuensis Aoyagi, 1954
  - Dinematichthys trilobatus Møller & Schwarzhans, 2008
- Gattung Dipulus Waite, 1905Dipulus multiradiatus
  - Dipulus caecus Waite, 1905

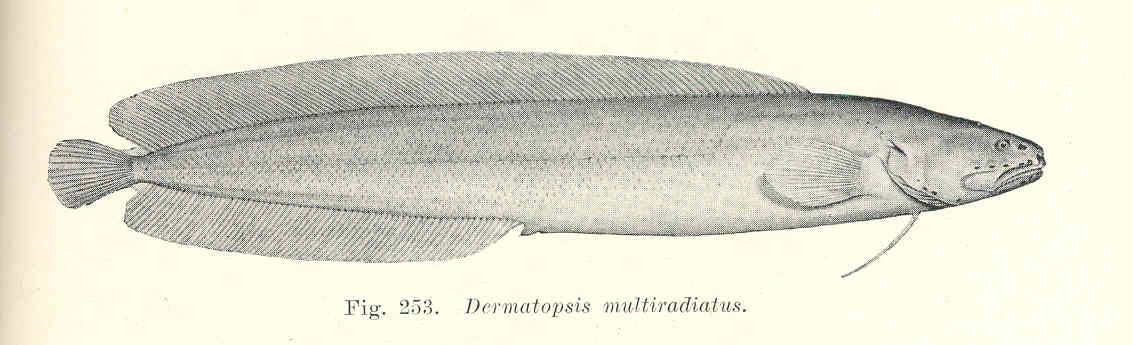
Dipulus multiradiatus

  - Dipulus hutchinsi Moller & Schwarzhans, 2006
  - Dipulus multiradiatus (McCulloch & Waite, 1918)
  - Dipulus norfolkanus Machida, 1993
- Gattung Eusurculus Schwarzhans & Møller, 2007
  - Eusurculus andamanensis Schwarzhans & Møller, 2007
  - Eusurculus pistillum Schwarzhans & Møller, 2007
  - Eusurculus pristinus Schwarzhans & Møller, 2007
- Gattung Gunterichthys Dawson, 1966
  - Gunterichthys bussingi Møller, Schwarzhans & Nielsen, 2004
  - Gunterichthys coheni Møller, Schwarzhans & Nielsen, 2004
  - Gunterichthys longipenis Dawson, 1966
- Gattung Lapitaichthys
  - Lapitaichthys frickei Schwarzhans & Møller, 2007
- Gattung Majungaichthys Schwarzhans & Møller, 2007
  - Majungaichthys agalegae Schwarzhans & Møller, 2011
  - Majungaichthys simplex Schwarzhans & Møller, 2007
- Gattung Mascarenichthys Schwarzhans & Møller, 2007
  - Mascarenichthys heemstrai Schwarzhans & Møller, 2007
  - Mascarenichthys microphthalmus Schwarzhans & Møller, 2007
  - Mascarenichthys remotus Schwarzhans & Møller, 2011
- Gattung Monothrix Ogilby, 1897
  - Monothrix polylepis Ogilby, 1897
- Gattung Nielsenichthys Schwarzhans & Møller, 2011
  - Nielsenichthys pullus Schwarzhans & Møller, 2011
- Gattung Ogilbia Jordan & Evermann 1898Ogilbia cayorum

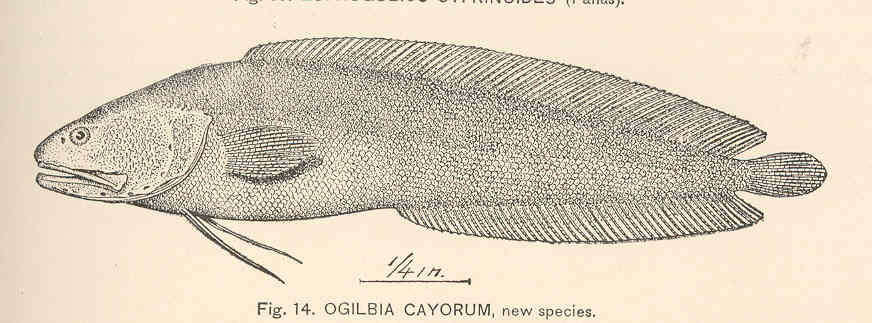
Ogilbia cayorum

  - Ogilbia boehlkei Møller, Schwarzhans & Nielsen, 2005 
  - Ogilbia boydwalkeri Møller, Schwarzhans & Nielsen, 2005 
  - Ogilbia cayorum Evermann & Kendall, 1898
  - Ogilbia cocoensis Møller, Schwarzhans & Nielsen, 2005 
  - Ogilbia davidsmithi Møller, Schwarzhans & Nielsen, 2005 
  - Ogilbia deroyi (Poll & van Mol, 1966)
  - Ogilbia galapagosensis (Poll & LeLeup, 1965)
  - Ogilbia jeffwilliamsi Møller, Schwarzhans & Nielsen, 2005 
  - Ogilbia jewettae Møller, Schwarzhans & Nielsen, 2005 
  - Ogilbia mccoskeri Møller, Schwarzhans & Nielsen, 2005 
  - Ogilbia nigromarginata Møller, Schwarzhans & Nielsen, 2005 
  - Ogilbia nudiceps Møller, Schwarzhans & Nielsen, 2005 
  - Ogilbia robertsoni Møller, Schwarzhans & Nielsen, 2005 
  - Ogilbia sabaji Møller, Schwarzhans & Nielsen, 2005 
  - Ogilbia sedorae Møller, Schwarzhans & Nielsen, 2005 
  - Ogilbia suarezae Møller, Schwarzhans & Nielsen, 2005 
  - Ogilbia tyleri Møller, Schwarzhans & Nielsen, 2005 
  - Ogilbia ventralis (Gill, 1863)
- Gattung Ogilbichthys Møller, Schwarzhans & Nielsen, 2004
  - Ogilbichthys ferocis Møller, Schwarzhans & Nielsen, 2004
  - Ogilbichthys haitiensis Møller, Schwarzhans & Nielsen, 2004
  - Ogilbichthys kakuki Møller, Schwarzhans & Nielsen, 2004
  - Ogilbichthys longimanus Møller, Schwarzhans & Nielsen, 2004
  - Ogilbichthys microphthalmus Møller, Schwarzhans & Nielsen, 2004
  - Ogilbichthys puertoricoensis Møller, Schwarzhans & Nielsen, 2004
  - Ogilbichthys tobagoensis Møller, Schwarzhans & Nielsen, 2004
- Gattung Paradiancistrus Schwarzhans, Møller & Nielsen, 2005
  - Paradiancistrus acutirostris Schwarzhans, Møller & Nielsen, 2005
  - Paradiancistrus christmasensis Schwarzhans & Møller, 2011
  - Paradiancistrus cuyoensis Schwarzhans, Møller & Nielsen, 2005
  - Paradiancistrus lombokensis Schwarzhans & Møller, 2007
- Gattung Porocephalichthys Møller & Schwarzhans, 2008
  - Porocephalichthys dasyrhynchus (Cohen & Hutchins, 1982)
- Gattung Pseudogilbia Møller, Schwarzhans & Nielsen, 2004
  - Pseudogilbia sanblasensis Møller, Schwarzhans & Nielsen, 2004
- Gattung Typhlias Whitley, 1951Typhlias pearsei
  - Typhlias pearsei Hubbs, 1938

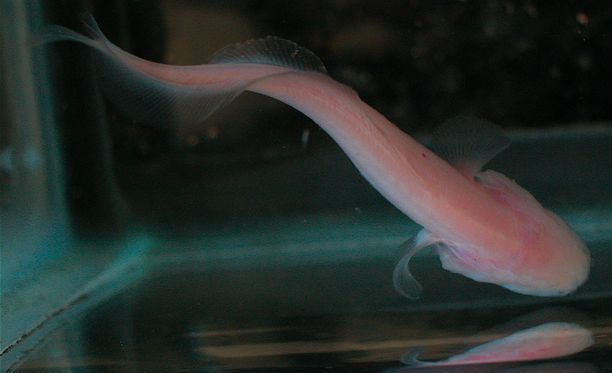
Typhlias pearsei

- Gattung Ungusurculus Schwarzhans & Møller, 2007
  - Ungusurculus collettei Schwarzhans & Møller, 2007
  - Ungusurculus komodoensis Schwarzhans & Møller, 2007
  - Ungusurculus philippinensis Schwarzhans & Møller, 2007
  - Ungusurculus riauensis Schwarzhans & Møller, 2007
  - Ungusurculus sundaensis Schwarzhans & Møller, 2007
  - Ungusurculus williamsis Schwarzhans & Møller, 2007
- Gattung Zephyrichthys Schwarzhans & Møller, 2007
  - Zephyrichthys barryi Schwarzhans & Møller, 2007